# Radio Göinge
Radio Göinge var en närradiokanal som sände från lokaler i Broby i Östra Göinge kommun mellan 1992 och 1996. I Östra Göinge närradioförening ingick Pingsförsamlingen Broby, Broby Lutherska Missionsförening, Hjärsåslilla Kristna ungdomsförening samt SSU i Östra Göinge. Initiativtagarna bakom kanalen var Sven-Erik Simonsson och Kim Brokhöj.
Närradioföreningen sände även egna program som Onsdagskväll med Micke, Direkt från Broby Marknad, Turistinformation, julkalendern med Tomten-Micke.
Vid sändningsstarten användes frekvensen 96,1 men efter några år byttes den till 98,6. Kanalen upphörde 1996.
Bland programledarna fanns Anders Bengtsson, Micke Dahl, Markus Svensson, Berit Tillman, Kim Brokhöj, Sven-Erik Simonsson.